# Кастро, Сиприано
Сиприано Кастро Руис (исп. Cipriano Castro Ruiz; 12 октября 1858, Капачо, Тачира, Венесуэла — 4 декабря 1924, Сан-Хуан, Пуэрто-Рико) — венесуэльский государственный деятель, президент Венесуэлы (1899—1908) (до 26 февраля 1901 г. — Верховный Правитель, в 1901—1902 и 1904—1905 — временный Президент).

## Биография

### Ранние годы
Родился в семье фермеров. Учился в семинарской школе в Памплоне, Колумбия (1872—1873), но, не завершив обучение, вернулся в Сан-Кристобаль, где поступил на работу в компанию Van Dissel, Thies и Ci'a. Также был погонщиком мулов, позже — собственником плантации в отдаленном регионе Анд. 
В 1876 году выступил против кандидатуры генерала Франсиско Альварадо как губернатор штата Тачира. В 1878 году работал менеджером газеты El Álbum, вместе с группой сторонников участвовал в захвате Сан-Кристобаля, когда они отказались подчиниться власти нового президента государства. В 1884 году вступил в конфликт с приходским священником Хуаном Рамоном Карденасом, что привело к его аресту. Через шесть месяцев он совершил побег и укрылся в Кукуте, где управлял гостиницей. 
Впоследствии сам стал губернатором родной провинции Тачира, однако в 1892 году был выслан в Колумбию за попытку государственного переворота. В Колумбии провёл семь лет, по-прежнему рассчитывая захватить власть на родине. За это время сумел накопить целое состояние на незаконной торговле скотом и создал собственную частную армию. Подняв восстание против президента республики Игнасио Андраде Трокониса, попытался создать альянс с одним из лидеров заговора либералов, находившимся в Колумбии Карлосом Ранхелем Гарбирасом, однако не смог договориться с ним о координации действий. При этом Кастро заручился поддержкой таких фигур, как Хуан Висенте Гомес, Мануэль Антонио Пулидо, Хосе Мария Мендес, Эмилио Фернандес, Хорхе Белло и Педро Мария Карденас.

### На посту президента
После нескольких попыток сумел собрать отряд численностью около 60 человек, которые обвинили Игнасио Андраде в нарушении Конституции 1893 года, пересекли колумбийскую границу 23 мая 1899 года и двинулись на Каракас. Когда он был у самого города, Андраде отказался от власти; Кастро вступил в город и провозгласил себя правителем. Восстание, поднятое Кастро, спровоцировало в стране гражданскую войну, которая продолжалась три года и закончилась поражением либералов и окончанием периода конфликта двух партий, характерного для истории страны в 19 веке.
Новое правительство намеревалось начать центристские реформы, уменьшить внешний долг, модернизировать вооруженные силы по прусской модели. Новая система правления в первое время отличалась крайним произволом и покровительством грюндерству, из-за чего всё время поднимались восстания. Росту долговой нагрузки в первую очередь способствовало военное участие страны в «Тысячедневной войне» в соседней Колумбии. В 1901 году его политика принуждения местных банков к кредитованию привела к первому восстанию под руководством банкира Мануэля Антонио Матоса, которое, впрочем, было подавлено. 
Игнорирование интересов иностранных кредиторов привело к вмешательству иностранных держав и блокаде Венесуэлы — венесуэльскому кризису 1902—1903 годов. Однако и впоследствии возникали подобные конфликты, в 1908 году иск против New York & Bermúdez Company в размере 50 миллионов боливаров и попытка экспроприации пароходства «Ориноко» приводили к разрыву дипломатических отношений между Венесуэлой и Соединёнными Штатами. В том же году позиция Венесуэлы по поводу военного использования Нидерландами острова Кюрасао и предоставление там убежища для беженцев из страны привели к решению Кастро об обязательной реквизиции судов под голландским флагом. Венесуэла выслала посла Нидерландов, что вызвало отправку голландским судном трех военных кораблей — морского линейного корабля HNLMS Jacob van Heemskerck и двух защищенных крейсеров: HNLMS Gelderland и HNLMS Friesland. Голландские военные корабли получили приказ перехватывать все корабли, шедшие под венесуэльским флагом. Однако эти конфликты не помешали венесуэльскому лидеру сохранить власть, хотя систему управления ему пришлось несколько изменить.
Лечился в столице Франции городе Париже от сифилиса, когда в декабре 1908 года при поддержке ВМС США был свергнут в результате государственного переворота своим заместителем и другом генералом Хуаном Висенте Гомесом. Это событие фактически положило конец войне с Нидерландами. В последующие годы был вынужден менять места пребывания, поскольку правительства ряда стран (США, Франция) принимали в его отношении дискриминационные меры в ответ на его действия на посту лидера Венесуэлы. Его жена получила возможность вернуться на родину, где пользовалась авторитетом, однако он сам провел остаток своей жизни в изгнании в Пуэрто-Рико, составляя различные планы возвращения к власти, но ни один из них не был успешным. 
После смерти его останки до мая 1975 оставались на кладбище Сан-Хуан-де-Пуэрто-Рико, затем были репатриированы и захоронены в мавзолее в его родном городе Капачо.

## В культуре
В период активной политической деятельности стал мишенью международной сатиры, учитывая его противоречия и конфликты с европейскими странами и США. Большое количество карикатур, опубликованных по всему миру, было собрано американским исследователем Уильямом М. Салливаном и представлено в книге «Сиприано Кастро в мире карикатур» (1980). В середине 20-го века его личность неожиданно вызвала большой интерес, как у историков, так и в художественной литературе. Одной из самых известных книг этого периода является книга Мариано Пикона Саласа: «Дни Сиприано Кастро» (1953), за которую он был удостоен Национальной премии в области литературы (1954). Кастро был известен под прозвищем «Эль Кабито», переводом прозвища le petit caporal, которым обозначался Наполеон Бонапарт, которому он часто пытался подражать. El Cabito стал основной известного романа Педро Марии Морантеса «Pío Gil», в котором автор резко высмеивал режим либеральной реставрации. В 2017 году был представлен фильм La planta insolente, основанный на биографии политика.